# Looc (Mindoro Occidentale)
Looc è una municipalità di quinta classe delle Filippine, situata nella Provincia di Mindoro Occidentale, nella regione del Mimaropa.
Looc è formata da 9 barangay:
- Agkawayan
- Ambil
- Balikyas
- Bonbon (Pob.)
- Bulacan
- Burol
- Guitna (Pob.)
- Kanluran (Pob.)
- Talaotao